# Oude Weerd
Oude Weerd is een erkend natuurreservaat in de Belgische deelgemeente Rekem. Het gebied is 29,7 hectare groot en omvat graslanden, poelen, houtkanten, struweel en natte ruigten. Het gebied wordt beheerd door Natuurpuntafdeling Lanaken.
Oude Weerd is het ganse jaar door toegankelijk via wandelpaden en bestaat uit vijf mozaïeken met elk een eigen beheersplan. Het ligt aan de boorden van de Ziepbeek, in de onmiddellijke omgeving van Oud-Rekem.

## Historiek
In maart 2011 kon Natuurpunt, met de steun van het Regionaal Landschap Kempen en Maasland, de provincie Limburg en het gemeentebestuur Lanaken het voormalig door de NV De Cup uitgebaat grindwinningsgebied in Oud-Rekem aankopen. De site werd was in het verleden een deel van de bedding van de Maas die is verland. De leem die door de rivier werd afgezet was vruchtbare landbouwgrond maar ook geschikt voor de productie van bakstenen. Later, in de 20e eeuw volgde de grind- of kiezelwinning. De sporen hiervan werden gewist door het vullen van de kuilen. Eèn kuil bleef behouden.

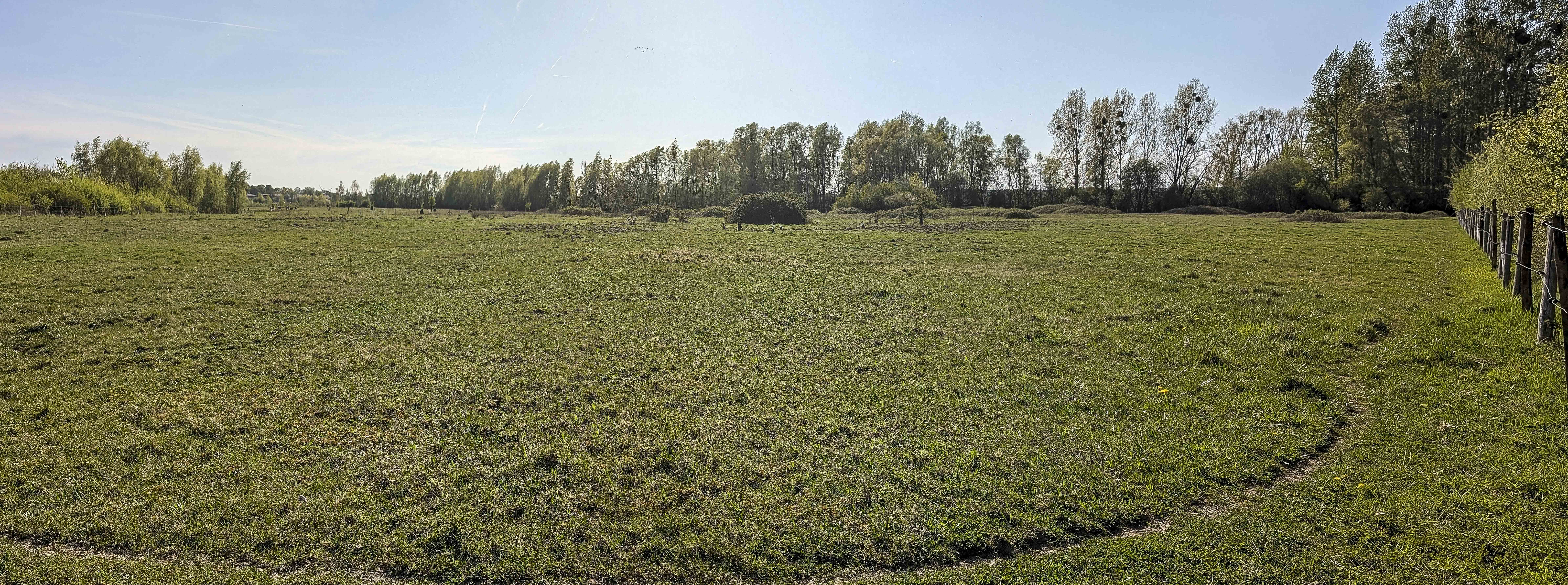
Oude Weerd

Ezels zorgen voor de begrazing van de graslanden. Er zijn twee wandelpaden van respectievelijk 2,7 en 3,7 kilometer lang.

## Fauna en flora
Waarnemingen die anno 2020 zijn gedaan in de Oude Weerd:

### Fauna
- Fuut, tafeleend, rietgors, ijsvogel, blauwborst, blauwe reiger, kwak, waterhoen, kleine karekiet, aalscholver, nijlgans, meerkoet, grauwe gans, kuifeend, wintertaling, bever, wilde eend, grote zilverreiger, grauwe klauwier, braamsluiper, Roodborsttapuit, knobbelzwaan , bruine kikker, kleine watersalamander, meerkikker, gewone pad en boswitje.

### Flora
- Riet, Gelderse roos, sleedoorn, slangenkruid, meidoorn, rode kornoelje, echte tonderzwam, zomerfijnstraal, grote kaardebol.

Daarnaast herstelde men in 2020 met de hulp van de Nationale Boomgaardenstichting een oude hoogstamboomgaard met 57 nieuwe bomen. Gekozen is voor oude Limburgse fruitvariëteiten zoals de Rode Keuleman, de Bigarreau Napoleon, Monsieur Hattif en de Dubbel Flip.

## Galerij

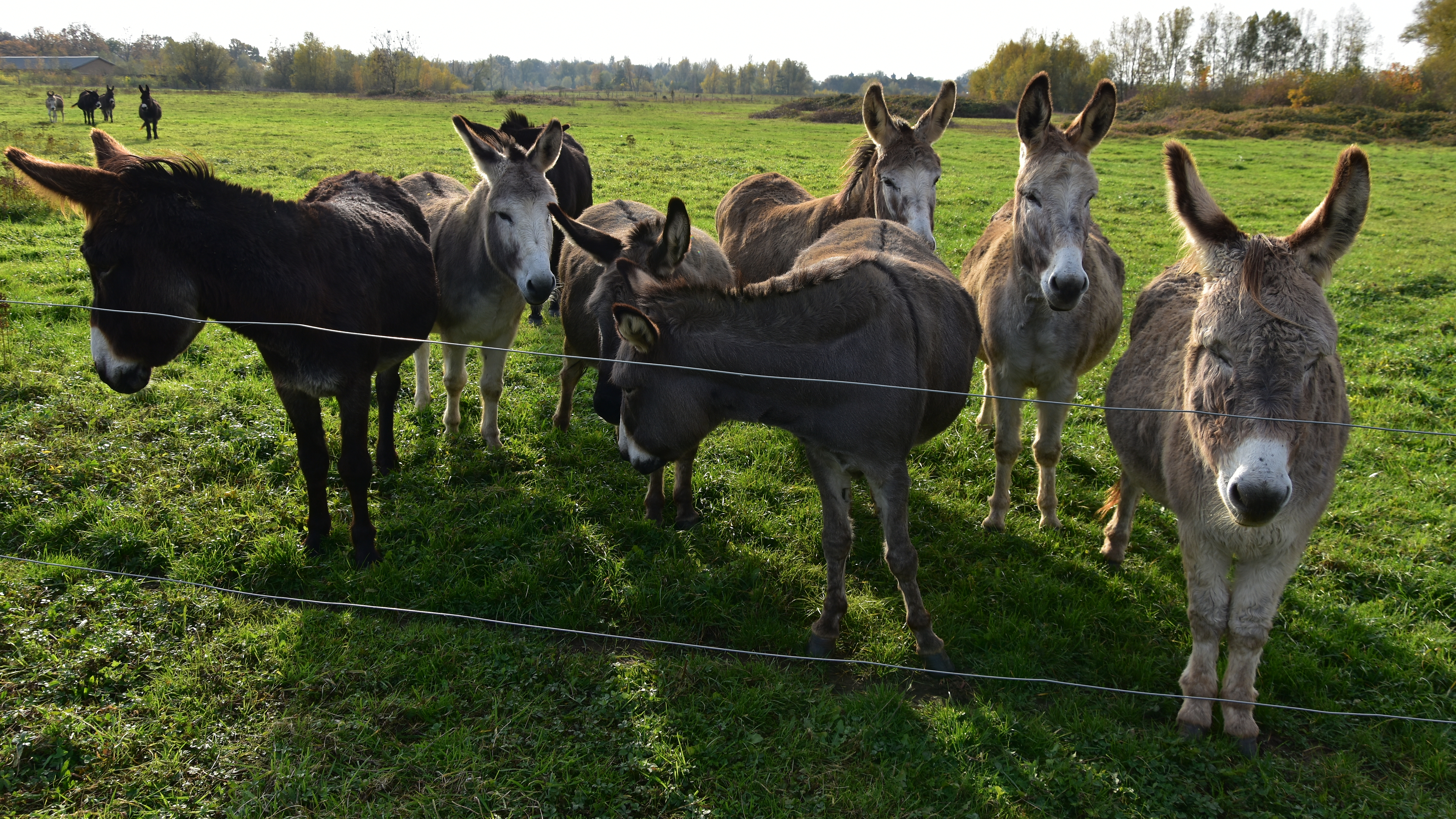
Ezels op Oude Weerd
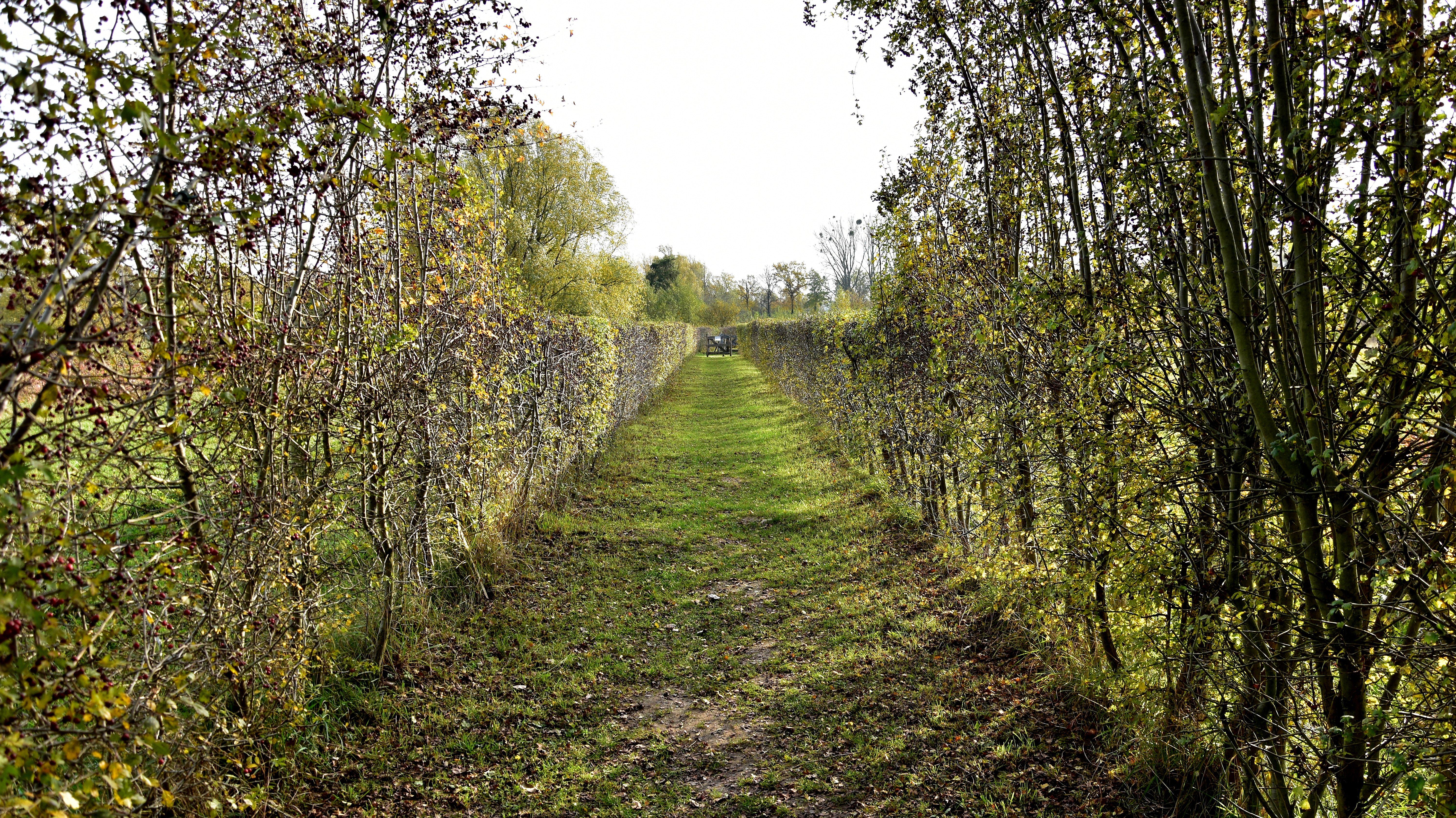
Meidoornhagen
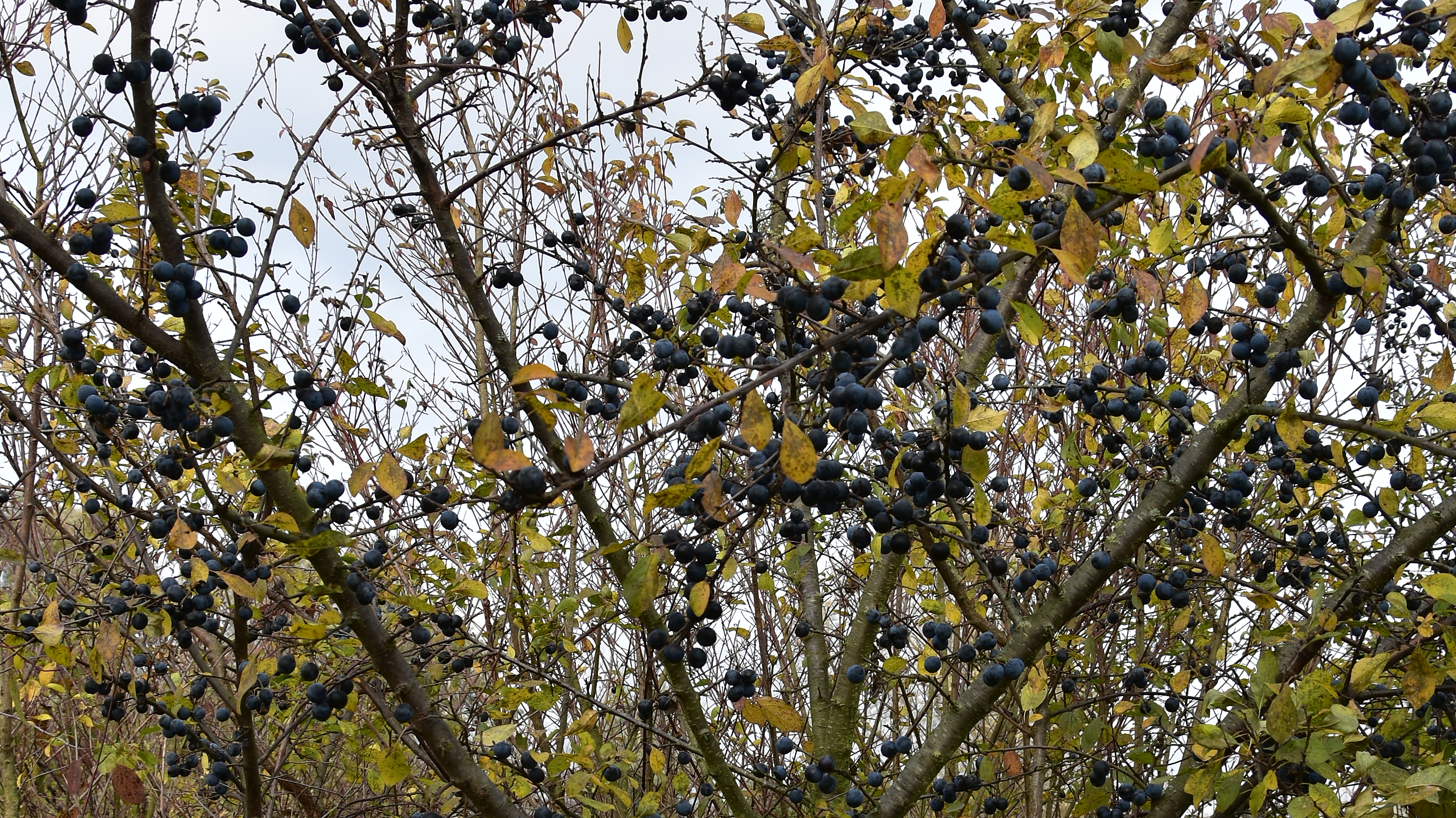
Sleedoorn
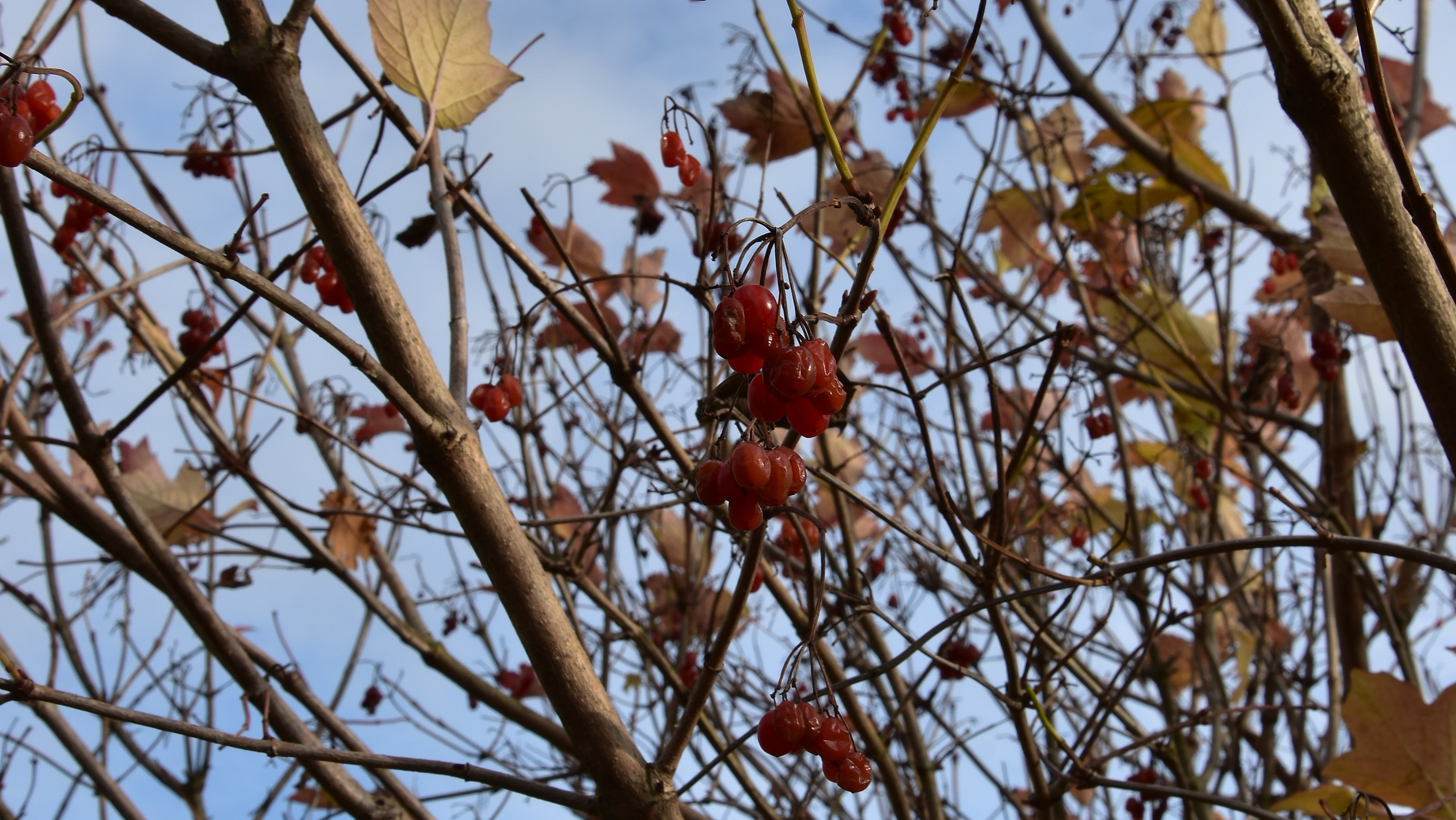
Gelderse roos
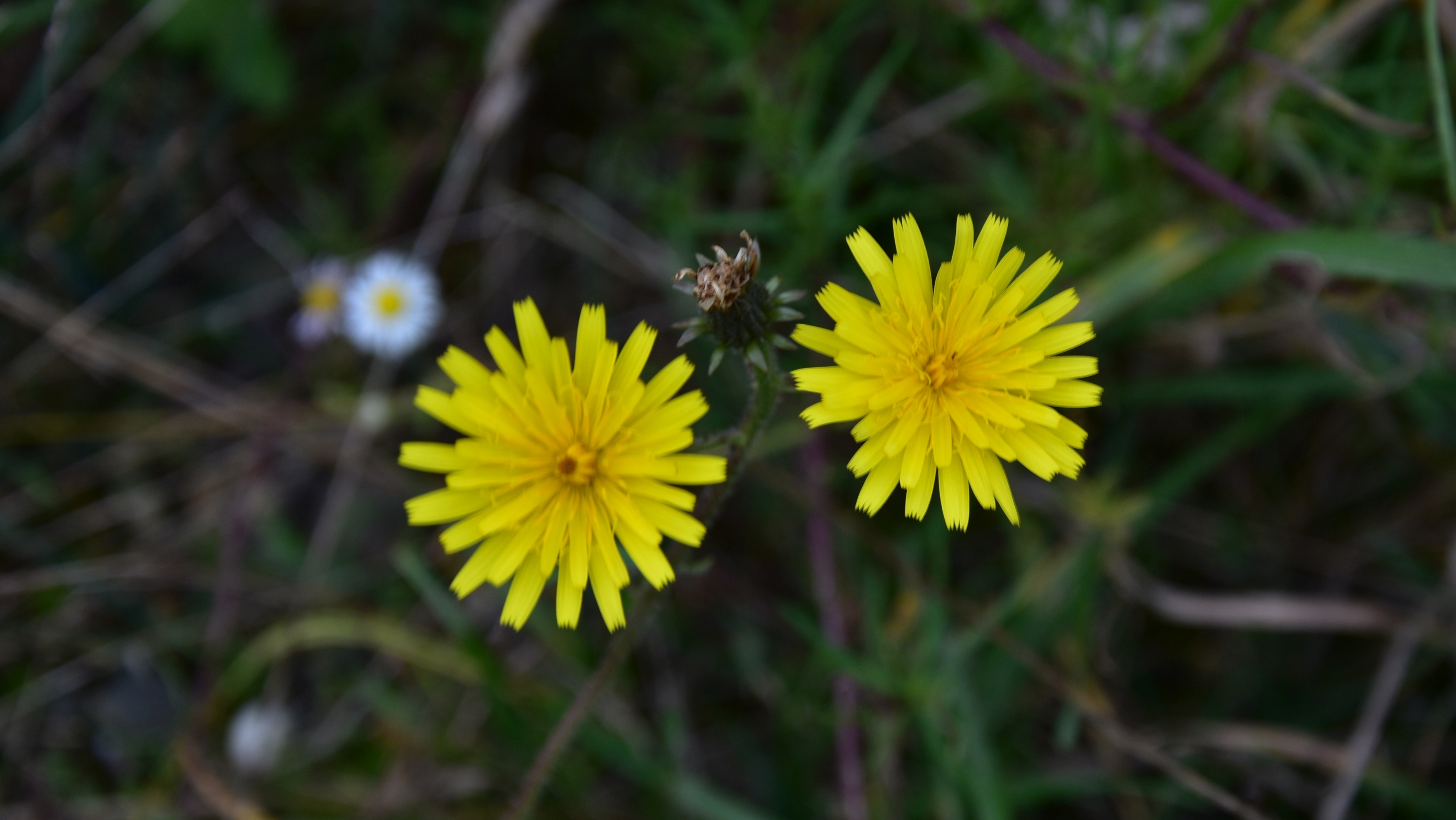
Schermhavikskruid
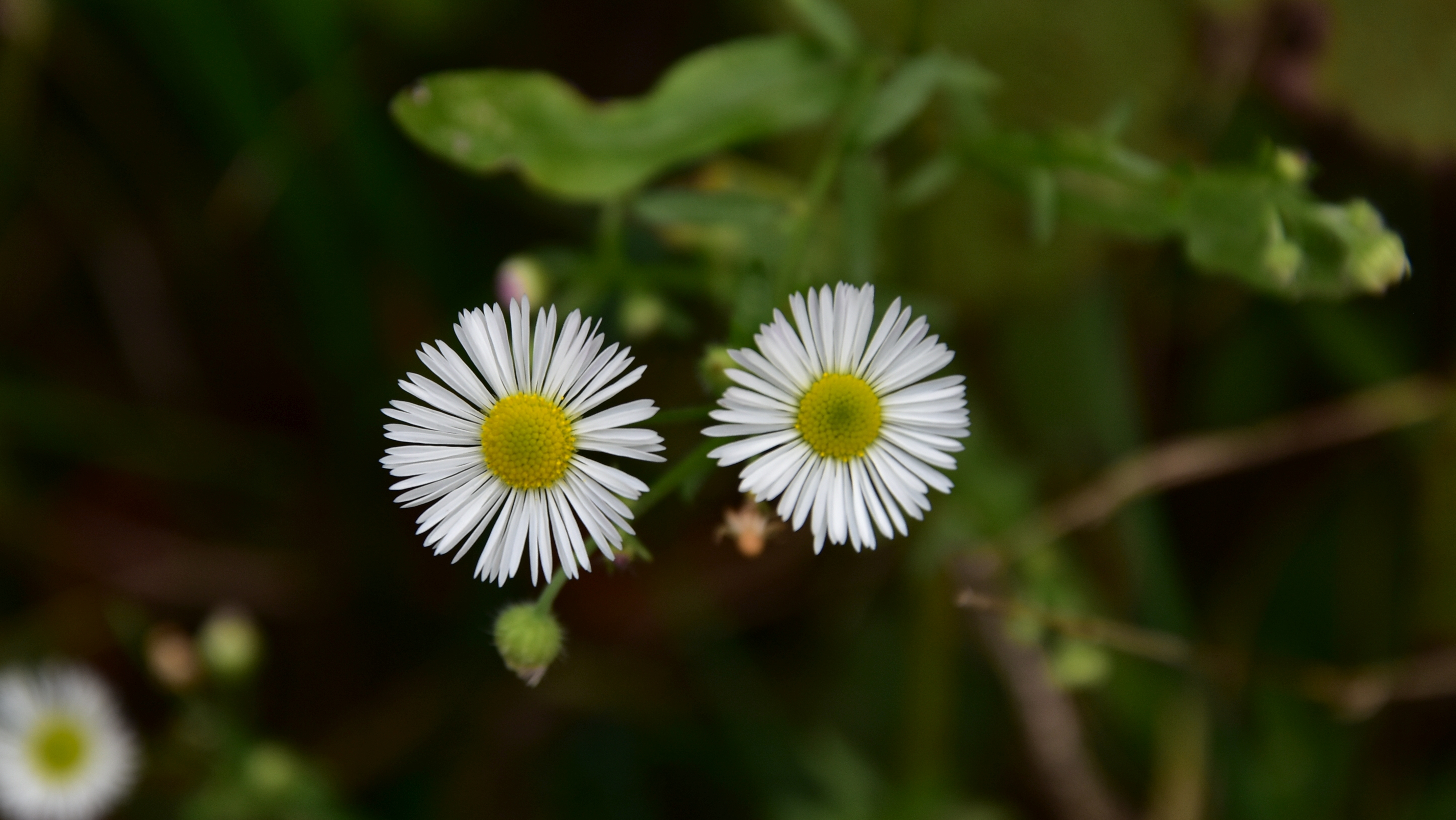
Zomerfijnstraal
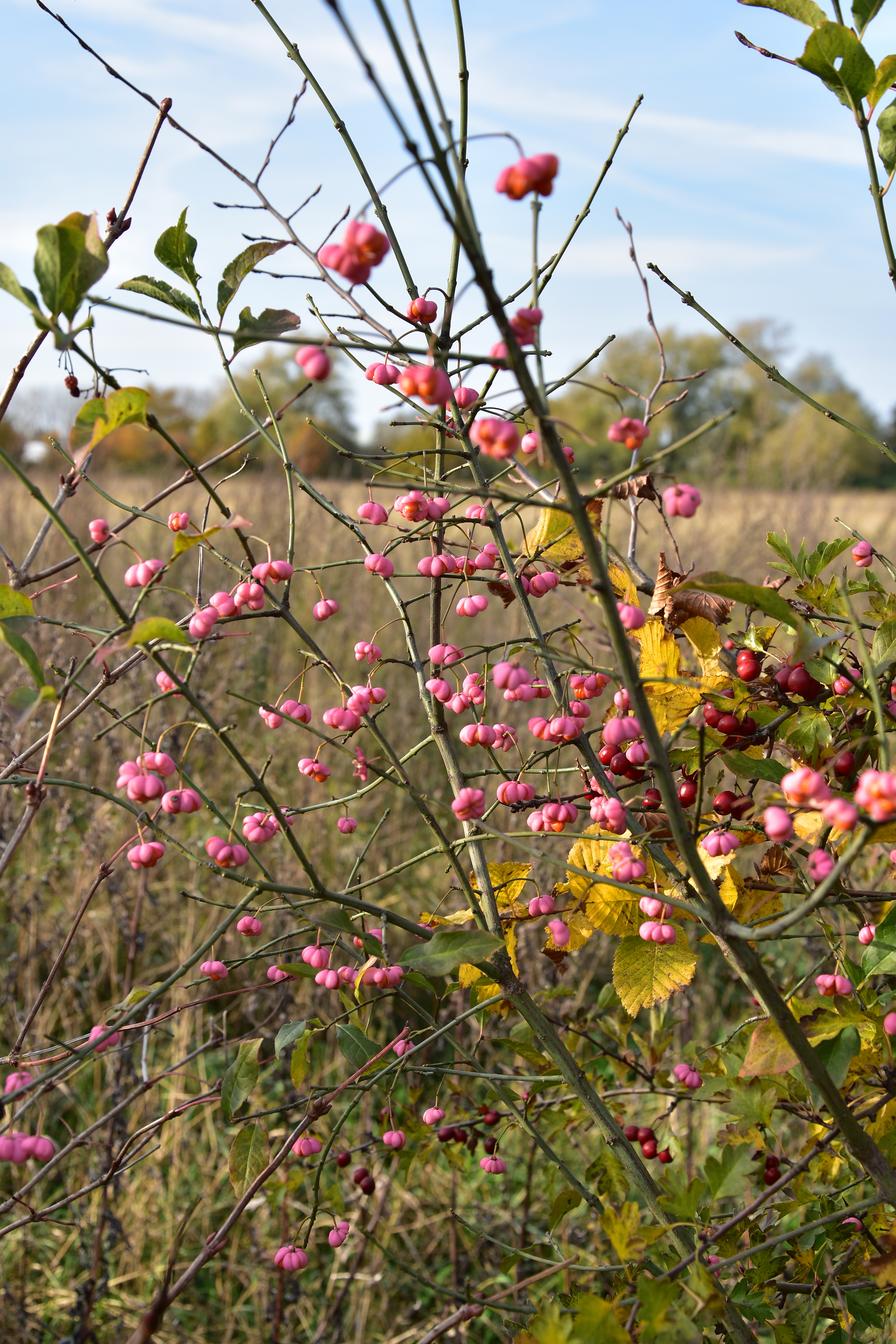
Kardinaalsmuts
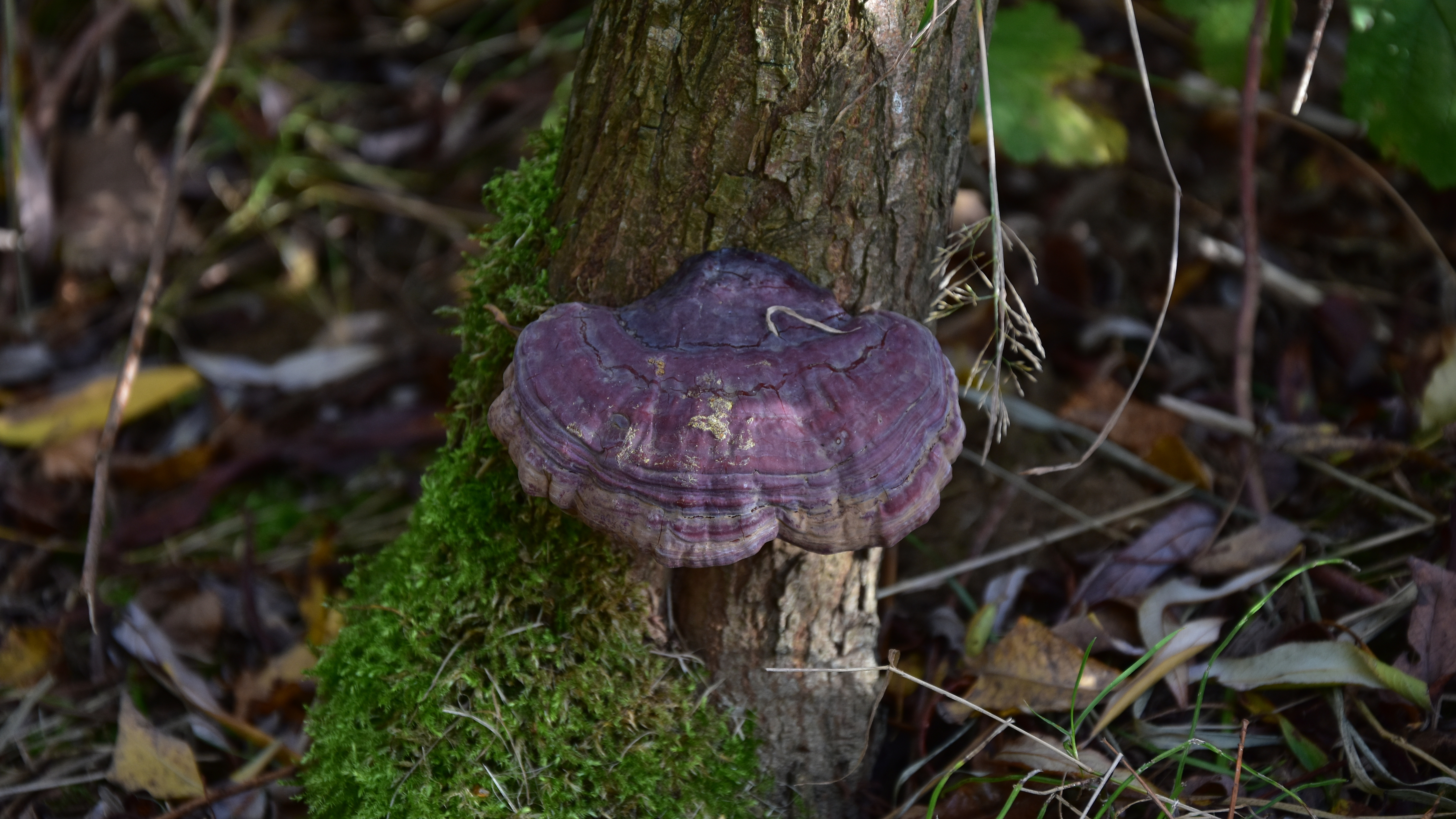
Echte tonderzwam
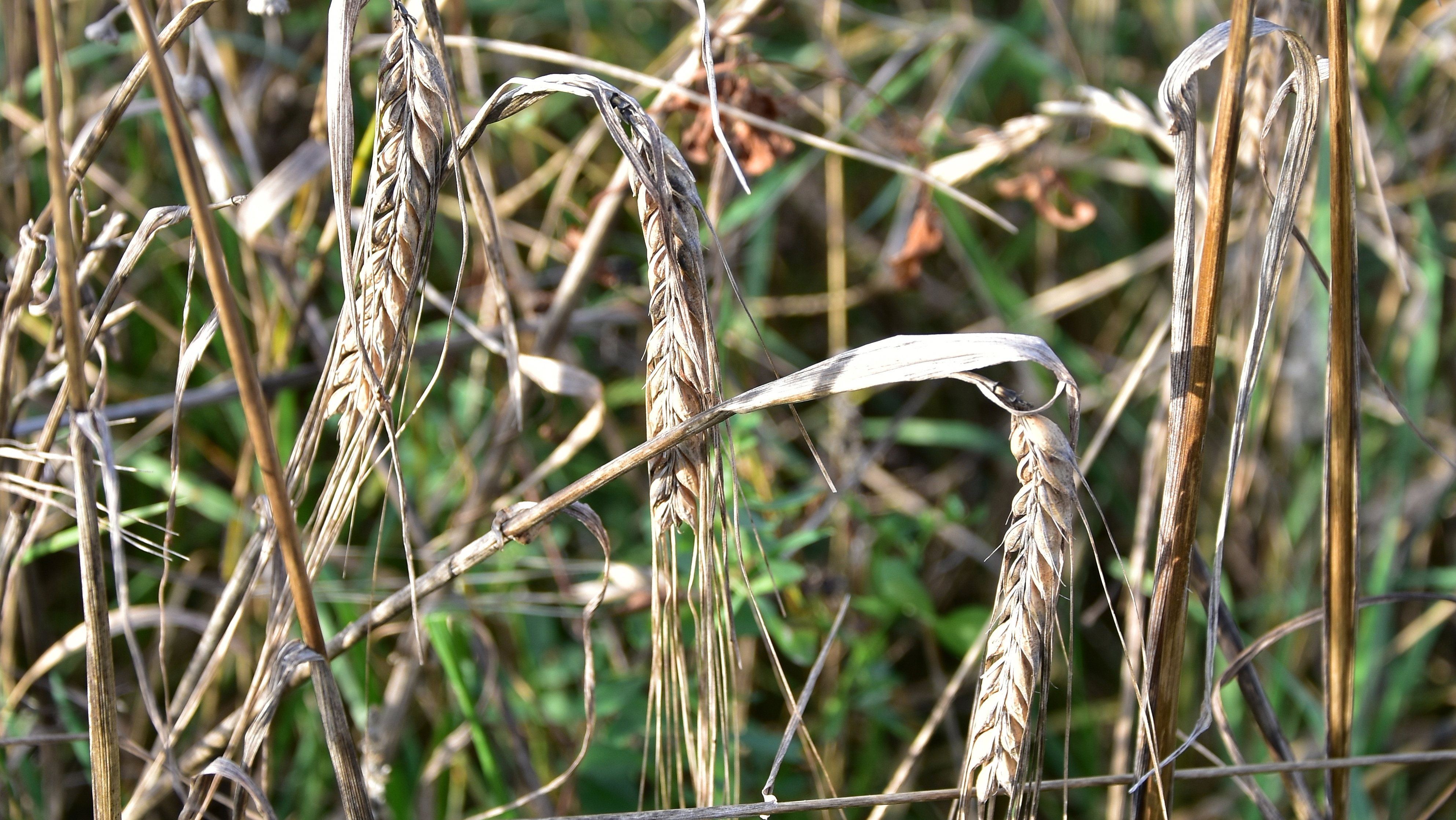
Rogge